# Maksniemi
Maksniemi är en tätort i Simo i Lappland. Den hade 635 invånare år 2013.

## Befolkningsutveckling
| Befolkningsutvecklingen i Maksniemi 1970–2013 | Befolkningsutvecklingen i Maksniemi 1970–2013 | Befolkningsutvecklingen i Maksniemi 1970–2013 | Befolkningsutvecklingen i Maksniemi 1970–2013 | Befolkningsutvecklingen i Maksniemi 1970–2013 |
| --------------------------------------------- | --------------------------------------------- | --------------------------------------------- | --------------------------------------------- | --------------------------------------------- |
|                                               |                                               |                                               |                                               |                                               |
| År                                            |                                               |                                               | Folkmängd                                     | Landareal (km²)                               |
| 1970                                          | 1970                                          |                                               | 547                                           | 3,00                                          |
| 1980                                          | 1980                                          |                                               | 664                                           | 3,5                                           |
| 1990                                          | 1990                                          |                                               | 810                                           | 2,70                                          |
| 1995                                          | 1995                                          |                                               | 840                                           | 2,94                                          |
| 2000                                          | 2000                                          |                                               | 815                                           | 2,95                                          |
| 2005                                          | 2005                                          |                                               | 744                                           | 2,7                                           |
| 2010                                          | 2010                                          |                                               | 664                                           | 2,13                                          |
| 2011                                          | 2011                                          |                                               | 660                                           |                                               |
| 2013                                          | 2013                                          |                                               | 635                                           |                                               |
| Anm.: Ny tätort 1970.                         |                                               |                                               |                                               |                                               |